# Tożsamość Kuby Rozpruwacza

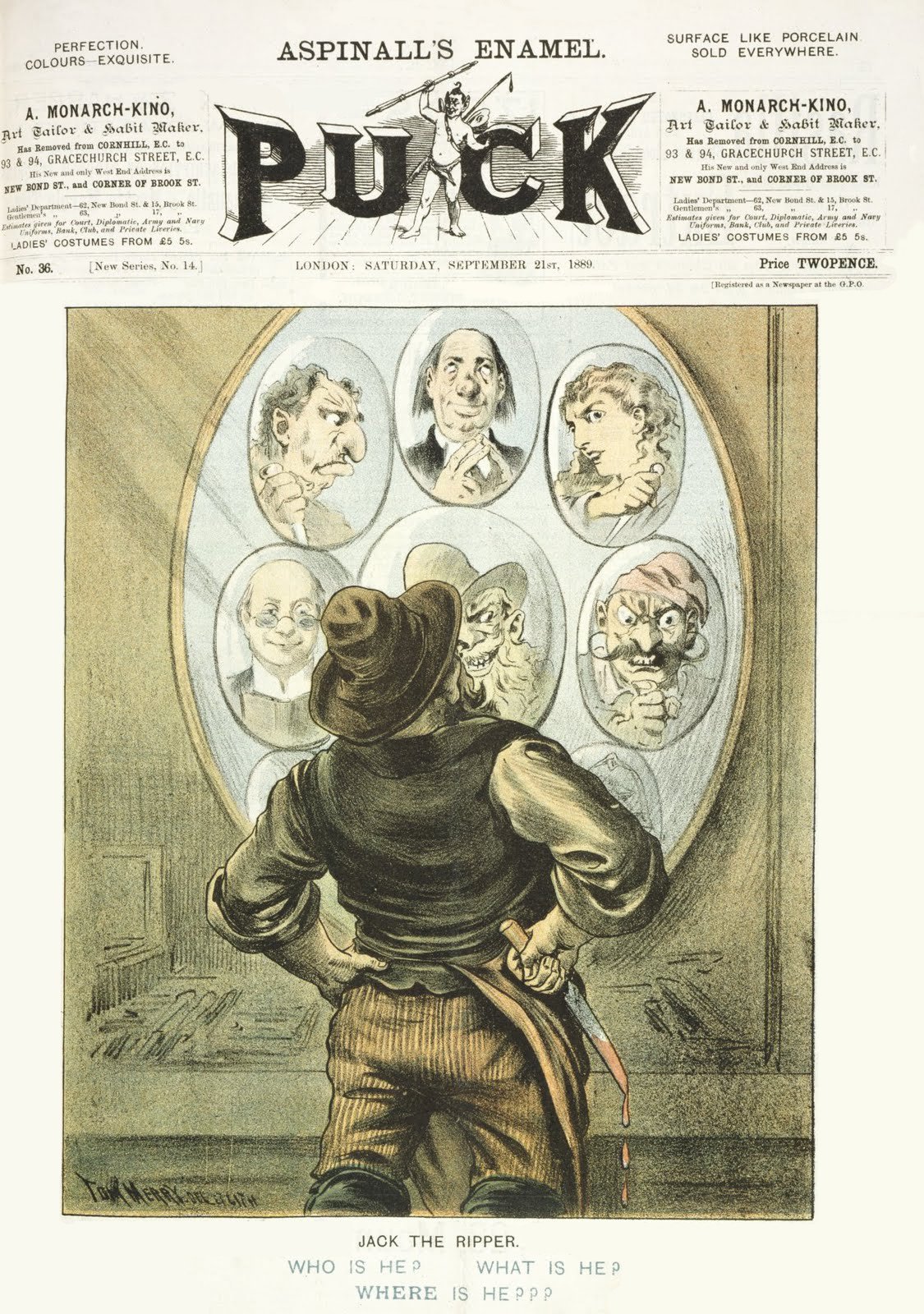
Okładka czasopisma „Puck” autorstwa Toma Merry’ego z 21 września 1888 r. satyrycznie przedstawiająca próby ustalenia tożsamości Kuby Rozpruwacza

Tożsamość Kuby Rozpruwacza – seria morderstw dokonanych od sierpnia do października 1888 r. na Whitechapel w Londynie została uznana za dzieło pojedynczego seryjnego mordercy określanego jako Kuba Rozpruwacz (Jack the Ripper). Jego tożsamość jest wciąż nieznana, choć liczba podejrzanych przekracza setkę. Pomimo wielu hipotez badacze do tej pory nie doszli do żadnego jednoznacznego wniosku, a niektórych teorii co do jego tożsamości nie można traktować poważnie.

## Podejrzani XIX-wiecznej policji
Zgodnie z aktami miejskiej policji w śledztwie uwzględniono jedenaście pojedynczych morderstw popełnionych od 1888 do 1889 określonych jako „morderstwa z Whitechapel” od ubogiej dzielnicy Londynu, w której do nich doszło. Pięć z nich: zabójstwa Mary Ann Nichols, Annie Chapman, Elizabeth Stride, Catherine Eddowes oraz Mary Jane Kelly powszechnie uważane są za dzieło pojedynczego seryjnego mordercy znanego jako Kuba Rozpruwacz. Pozostałe dotyczące Emmy Elizabeth Smith, Marthy Tabram, Rose Mylett, Alice McKenzie, Frances Coles oraz jednej niezidentyfikowanej kobiety są również przypisywane Rozpruwaczowi.
Precyzja zabójstw oraz poważne okaleczenia zwłok ofiar obejmujące między innymi wycinanie narządów wewnętrznych doprowadziło do spekulacji jakoby morderca był rzeźnikiem bądź lekarzem. Niektórzy jednak nie zgadzali się z tymi opiniami, uznając je za bezpodstawne. Po sprawdzeniu alibi miejscowych rzeźników wykluczono jednak ich z kręgu podejrzanych. Przesłuchano ponad 2000 osób, więcej niż 300 przebadano pod kątem ewentualnych dowodów zbrodni, a 80 zatrzymano.
Poniżej zamieszczono listę osób, które policja uznała za szczególnie prawdopodobnych podejrzanych. Żadna z nich nie została jednak formalnie oskarżona o zbrodnie przypisane Kubie Rozpruwaczowi.

### Montague John Druitt

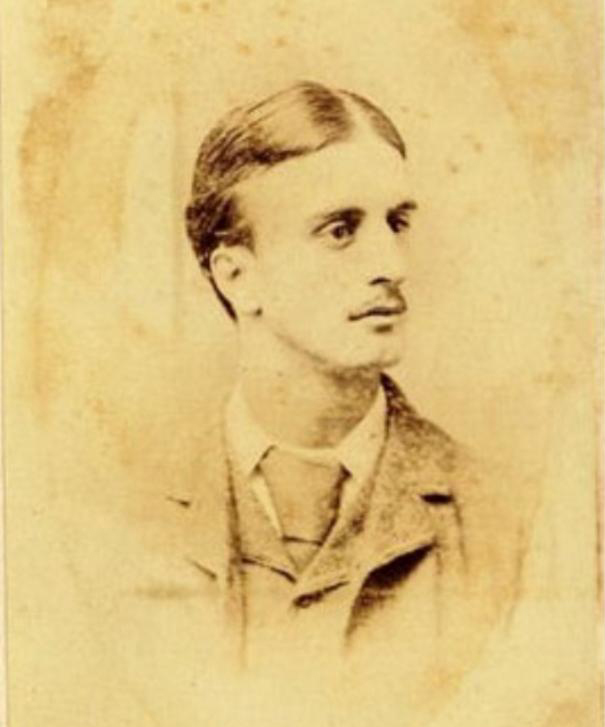
Montague John Druitt

Montague John Druitt (15 sierpnia 1857 – wczesny listopad 1888) – urodzony w Dorset adwokat, dorabiający się jako nauczyciel w Blackheath (Londyn). Zwolniony z pracy, popełnił samobójstwo, topiąc się w Tamizie. Jego rozkładające się zwłoki wyłowiono z Tamizy koło Chiswick 31 grudnia 1888 r. Niektórzy badacze podejrzewają, że Druitt był homoseksualistą, przez co został zwolniony, jednak prawdopodobniejszą przyczyną utraty pracy była choroba psychiczna, odziedziczona po babce i matce. Komisarz Melville Macnaghten w swojej notatce z 23 lutego 1894 uznał go za podejrzanego ze względu na fakt, że jego śmierć, do której doszło wkrótce po zabójstwie Mary Jane Kelly, zakończyła tzw. „piątkę kanonicznych ofiar Kuby Rozpruwacza”. Macnaghten niepoprawnie opisał go jako 41-letniego lekarza. 1 września dzień po morderstwie Annie Chapman Druitt grał w krykieta na drugim brzegu Tamizy w Kent, podczas gdy morderca prawdopodobnie dalej przebywał w Whitechapel. Prowadzący sprawę Rozpruwacza detektyw Frederick Abberline z powodu braku dowodów przeciw Druittowi z wyjątkiem zbiegu w czasie jego samobójstwa i ostatniego „kanonicznego” morderstwa uznał go za mało prawdopodobnego podejrzanego.

### Seweryn Kłosowski alias George Chapman

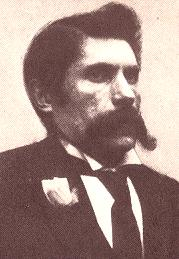
Seweryn Kłosowski

Seweryn Kłosowski alias George Chapman (nie był spokrewniony z drugą „kanoniczną” ofiarą Rozpruwacza Annie Chapman, 14 grudnia 1865 – 7 kwietnia 1903) pochodził z Polski, ale między 1887 a 1888 wyemigrował do Wielkiej Brytanii, co zbiega się w czasie z początkiem tajemniczych morderstw na Whitechapel. Między 1893 a 1894 przybrał nazwisko George Chapman. Otruł trzy swoje kolejne żony, za co został powieszony w 1903 r. W czasie działalności Kuby Rozpruwacza mieszkał na Whitechapel, gdzie pracował jako męski fryzjer. Zgodnie z wydaną w 1930 roku książką H.L. Adama, Kłosowski był głównym podejrzanym detektywa Fredericka Abberline. Również na łamach czasopisma Pall Mall Gazette opublikowano artykuł, w których stwierdzono, że Abberline był pewny, że Rozpruwaczem jest Chapman. Przeciwnicy tej teorii wskazują na fakt, że Kłosowski wszystkie swoje żony pozbawił życia trucizną, tymczasem Rozpruwacz podcinał im gardła. Tak duże zmiany w modus operandi zabójcy są bardzo rzadkie, jednak niewykluczone.

### Aaron Kośmiński
Aaron Kośmiński urodzony jako Aron Mordke Kozminski (11 września 1865 – 24 marca 1919) – polski Żyd umieszczony w zakładzie dla obłąkanych w 1891. „Kośmiński” (niewymieniony z imienia) pojawia się w notatkach służbowych Melvilla Macnaghtena z 1891 r. oraz pisanych ręcznie przez Donalda Swansona komentarzach do kopii wspomnień Roberta Andersona. Anderson notuje, że Rozpruwacz został zidentyfikowany jako polski Żyd, jednakże potencjalni świadkowie, również będący Żydami, odmówili zeznań, nie chcąc obciążać swojego rodaka. Hipoteza ta wzbudziła mieszane uczucia wśród badaczy: jedni ją przyjęli, a inni odrzucili. Macnaghten wspomina jednak, że niejeden podejrzany otwarcie zaprzeczył relacjom Andersona.
Kośmiński mieszkał na Whitechapel, jednak większość życia spędził w szpitalu psychiatrycznym, gdzie nie zdradzał skłonności do przemocy. Jego obłęd ograniczał się do halucynacji słuchowych, paranoidalnego strachu przed byciem zjedzonym przez innych ludzi oraz odmowy mycia się oraz kąpieli.
W wydanej 9 września 2014 r. książce Naming Jack the Ripper Russel Edwards twierdzi, że na podstawie wyników badań genetycznych materiału DNA ze znalezionego na miejscu zbrodni szala, to właśnie Aaron Kośmiński miał być poszukiwanym sprawcą. Zdaniem ekspertów w zakresie analizy kryminalistycznej DNA, w tym Aleca Jeffreysa, opinia Edwardsa oparta jest jednak na błędnej metodologii i w żadnym wypadku nie jest wiążąca.
12 marca 2019 w „Journal of Forensic Sciences” został opublikowany artykuł twierdzący, że mtDNA z szala można powiązać z żyjącymi krewnymi Eddowes i Kośmińskiego. Jego autorami byli Jari Louhelainen i David Miller. Według artykułu marker genetyczny zidentyfikowany jako pochodzący od Kośmińskiego występuje u 1,9% populacji europejskiej, a ten zidentyfikowany jako pochodzący u Eddowes u 0,13% standardowej populacji europejskiej, w efekcie można określić, że szansa, że na jednym dowodzie rzeczowym pojawiłyby się w drodze losowej akurat te dwa ślady DNA wynosi 0,0025%. Autorzy na podstawie materiału genetycznego określili kolor włosów i oczu podejrzanego na brązowy, co byłoby zgodne z zeznaniami świadka. Artykuł spotkał się z krytyką. Specjalista medycyny sądowej Walther Parson powiedział, że z uwagi na brak załączenia do artykułu sekwencji mtDNA „czytelnik nie może osądzić wyniku”. Genetyk Hansi Weissensteiner uznał, że badania mtDNA pozwalają co najwyżej na wyłączenie kogoś z kręgu podejrzanych, a nie pozwalają nam potwierdzić czyjejś winy.

### Michael Ostrog

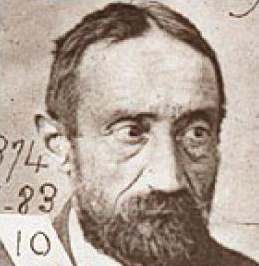
Michael Ostrog

Michael Ostrog (1833–1904?) – rosyjski zawodowy oszust. Używał wielu pseudonimów i nazwisk. Macnaghten wymienia go jako jednego z podejrzanych w 1889. Nie ma jednak żadnych dowodów, że działalność Ostroga dotyczyła poważniejszych przestępstw niż kradzieże oraz oszustwa. Ponadto Philip Sugden zauważył, że dokumenty świadczą jakoby Ostrog w okresie działalności Rozpruwacza przebywał w więzieniu we Francji. Data jego śmierci jest nieznana; ostatnia wzmianka o Ostrogu pochodzi z 1904.

### John Pizer

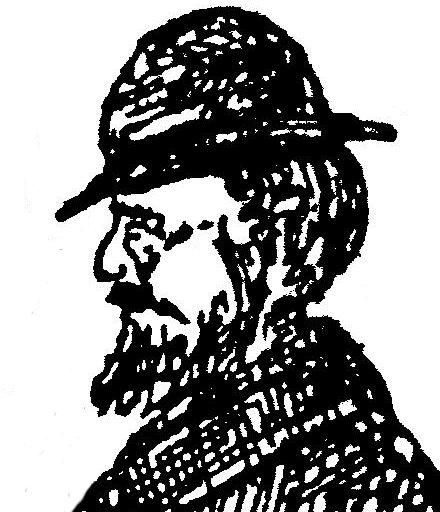
John Pizer

John Pizer lub Piser (1850–1897) – polski Żyd zamieszkały w Whitechapel, zajmujący się wyrobem butów. Sierżant William Thicke aresztował Pizera 10 września 1888. Pizer był znany jako „Skórzany Fartuch” (Leather Apron), a Thicke posądzał go o dokonanie serii drobnych napaści na prostytutki. Na początku działalności Rozpruwacza „Skórzany Fartuch” był powszechnie podejrzewany o brutalne zabójstwa z Whitechapel. Jednakże badający sprawę inspektor stwierdził, że nie ma żadnych dowodów na jego winę, a sam Pizer został zwolniony, kiedy potwierdził swoje alibi: podczas zabójstwa Mary Ann Nichols przebywał z krewnymi, a gdy zabito Annie Chapman rozmawiał z funkcjonariuszem policji oraz oglądał spektakularne ognie w londyńskim porcie.

### James Thomas Sadler
James Thomas Sadler był przyjacielem Frances Coles – ostatniej ofiary zabójstwa uwzględnionej w śledztwie dotyczącym Kuby Rozpruwacza. Coles została zamordowana 13 lutego 1891 poprzez podcięcie gardła. Zaraz po tym zdarzeniu zatrzymano Sadlera, ale nie zebrano wystarczającej ilości dowodów, by oskarżyć go o zbrodnie Rozpruwacza, ponieważ podczas pierwszych jego morderstw Sadler przebywał na morzu, został więc wypuszczony na wolność. W notatce Macnaghtena z 1892 r. wspomniano o Sadlerze i jego przypuszczalnym związku z morderstwem Coles. Macnaghten przyznał wprawdzie, że Sadler „był człowiekiem o nieokiełznanym charakterze i całkowicie uzależnionym od alkoholu oraz towarzyszem najtańszych prostytutek”, jednak uznał, że jest mało prawdopodobnym podejrzanym.

### Francis Tumblety
Francis Tumblety (1833–1903) dorobił się niewielkiej fortuny udając tradycyjnego indiańskiego zielarza w USA i Kanadzie. Miał opinię zadeklarowanego mizoginisty. Został oskarżony o celowe spowodowanie śmierci swojego pacjenta, jednak uniknął procesu sądowego.

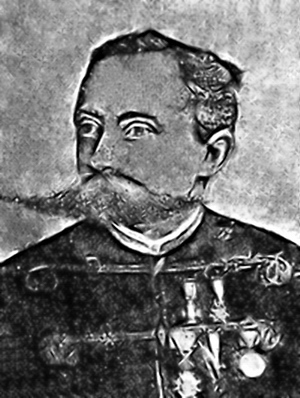
Francis Tumblety

W 1865 został zatrzymany za współudział w zabójstwie Abrahama Lincolna, mimo tego wypuszczono go na wolność. Tumblety w 1888 r. przybył do Wielkiej Brytanii. 7 listopada 1888 aresztowano go za nielegalne ówcześnie praktyki homoseksualne. W celu uniknięcia procesu uciekł do Francji, a następnie USA.
Aresztowanie znanego już tam z autoreklamy i podejrzeń o działalność przestępczą Tumblety'ego połączono z morderstwami na Whitechapel. Pojawiały się pogłoski, że Scotland Yard planuje go ekstradytować, jednak londyńska policja i prasa zaprzeczały im. Również nowojorscy funkcjonariusze przyznali, że nie ma żadnych dowodów na związek Tumblety'ego z działalnością Kuby Rozpruwacza. Możliwość popełnia zbrodni z Whitechapel przez Tumblety'ego po raz pierwszy zasugerował nadinspektor John Littlechild w 1913 w liście do dziennikarza Georga R. Simsa.

## Podejrzani XIX-wiecznego społeczeństwa oraz prasy
Działalność Kuby Rozpruwacza rozsławiona przez media zainteresowała większość społeczeństwa epoki wiktoriańskiej. Wiele osób próbowało pomóc w śledztwie publikując na łamach gazet nazwiska swoich podejrzanych lub informując o nich policję. Wielu propozycji nie można brać poważnie. Ich przykładem jest np. słynny aktor Richard Mansfield. W okresie działalności Rozpruwacza grał on główną postać w inscenizacji noweli Doktor Jekyll i pan Hyde. Swoją rolę odegrał tak przekonywająco, że wiele osób podejrzewało, że to właśnie on jest słynnym zabójcą z Whitechapel.

### William Henry Bury

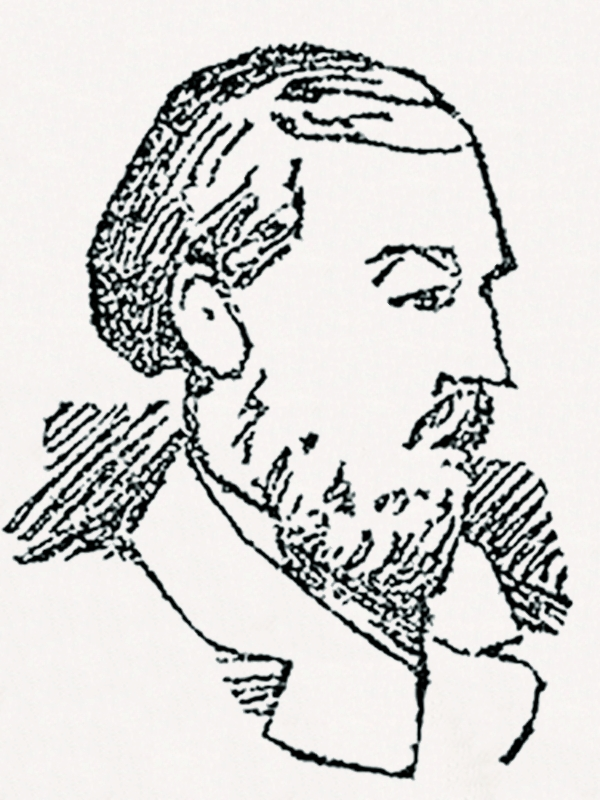
William Henry Bury

William Henry Bury (25 maja 1859 – 24 kwietnia 1889) pochodził z Dundee, później przeprowadził się do East Endu, gdzie 4 lutego 1889 udusił swoją żonę Ellen Elliott, byłą prostytutkę. W okolicach jej brzucha pozostawił liczne rany. 6 dni później Bury udał się na policję, gdzie zgłosił samobójstwo swojej żony. Nie dano mu jednak wiary, został oskarżony o zabójstwo Elliott i powieszony 24 kwietnia 1889 w Dundee. Policja badała jego ewentualny związek z morderstwami na Whitechapel, choć sam Bury zaprzeczał jakimkolwiek powiązaniom. Hipotezę, że Bury był Rozpruwaczem rozpropagował jego kat James Berry.

### Thomas Neill Cream

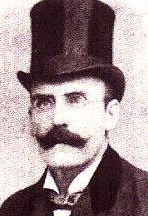
Thomas Neill Cream

Thomas Neill Cream (27 maja 1850 – 15 listopada 1892) – lekarz specjalizujący się w nielegalnych aborcjach. Urodzony w Glasgow, studiował w Londynie i Kanadzie, w której rozpoczął pracę. Później przeniósł się do Chicago. Został skazany na karę pozbawienia wolności w listopadzie 1881 za otrucie jednej ze swoich pacjentek. Przebywał w więzieniu stanowym w Joliet, skąd zwolniono go 31 lipca 1891 za dobre sprawowanie. Przeprowadził się do Londynu, gdzie zaczął ponownie swoją zbrodniczą działalność. Wkrótce potem został aresztowany. 15 listopada 1892 Cream został powieszony. Niektóre źródła podaje, ze jego ostatnie słowa brzmiały „Jestem Kubą” (I am Jack the...), co miało oznaczać przyznanie się do winy. Jednakże policjanci obecni przy egzekucji nie wspominali o rzekomym przedśmiertnym wyznaniu Creama. W czasie działalności Rozpruwacza przebywał on w więzieniu, przez co wiele badaczy wyklucza go z kręgu podejrzanych. Jednak Donald Bell zasugerował, że Cream mógł przekupić strażników więziennych i przebywał na wolności długo przed formalnym zwolnieniem. Edward Marshall-Hall spekuluje jakoby karę pozbawienia wolności zamiast niego odbywał sobowtór. Tym hipotezom zaprzeczyły wszakże ówczesne władze Illinois, gazety publikowane w tym okresie, zeznania adwokata Creama, jego rodziny oraz samego oskarżonego.

### Thomas Hayne Cutbush
Thomas Hayne Cutbush (1864–1903) został skierowany do szpitala w Lamberth w 1891 z racji zaburzeń psychicznych spowodowanych kiłą. Po pchnięciu kobiety nożem w okolicę pośladkową i ponownej próbie podobnego zamachu został uznany za obłąkanego i zamknięty w szpitalu Broadmoor (1891 r.), gdzie przebywał do śmierci. Gazeta Sun opublikowała w 1894 cykl artykułów identyfikujących Rozpruwacza jako Cutbusha. Nie ma żadnych dowodów, że policja na poważnie rozważała tę teorię. Niezbyt prawdopodobna jest też hipoteza, że Melville Macnaghten sporządził swoją notatkę służbową, w której podejrzewa o zbrodnie Rozpruwacza Druitta, Kośmińskiego i Ostroga w celu odsunięcia zarzutów od Cutbusha, co zasugerowali redaktorzy Sun. Wydana w 1993 książka Jack the Myth A.P. Wolfa również przychyla się do teorii utożsamiającej go ze słynnym mordercą z Whitechapel. Zdaniem Wolfa Macnaghten napisał swoje słynne notatki dotyczące sprawy Rozpruwacza, by ochronić przed odpowiedzialnością karną wuja Cutbusha, będącego jednym z policjantów.

### Frederick Bailey Deeming

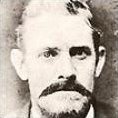
Frederick Bailey Deeming

Frederick Bailey Deeming (30 lipca 1842 – 23 maja 1892) zamordował swoją pierwszą żonę i czwórkę jej dzieci w pobliżu St. Helens, Lancashire w 1891. Przestępstwo to nie zostało wykryte, a Deeming tego samego roku ze swoją drugą żoną wyjechał do Australii. Tam również ją pozbawił życia. Później jej ciało odkryto zakopane pod domem, w którym małżeństwo Deemingów uprzednio mieszkało. Dzięki temu odkryciu brytyjska policja odnalazła także ciała pięciu poprzednich ofiar mężczyzny. Został on aresztowany, osądzony i skazany na śmierć. Deeming chwalił się w więzieniu, że jest Rozpruwaczem, jednak w czasie jego działalności przebywał w więzieniu, bądź południowej Afryce. Policja wykluczyła jakiekolwiek jego powiązania z morderstwami na Whitechapel. Deeming zginął powieszony w Melbourne.

### Carl Feigenbaum
Carl Ferdinand Feigenbaum (? – 27 kwietnia 1896) – został zatrzymany w 1894 przez nowojorską policję z powodu morderstwa Julianny Hoffmann. Zabójstwa tego dokonał podcinając jej gardło. Po straceniu Feigenbauma jego prawnik stwierdził, że skazany przed śmiercią przyznał się do mizoginii oraz chęci mordowania kobiet oraz okaleczania ich zwłok. Zdaniem Lawtona Feigenbaum był Kubą Rozpruwaczem. Jego twierdzenia zagłuszone sensacyjnymi prasowymi reportażami zostały zapomniane. Dopiero w następnym wieku Trevor Marriott ponownie zaczął rozważać tę hipotezę, przypisując Feigenbaumowi także inne podobne morderstwa w Niemczech oraz USA. Jednakże jak zauważył Wolf Vanderlinden wiele morderstw wymienionych przez Mariotta prawdopodobnie nie miała miejsca i były jedynie wymysłem dziennikarzy, chcących w ten sposób zwiększyć poczytność gazet. Inny prawnik biorący udział w sprawie Feigenbauma zanegował twierdzenie o jego związku z Rozpruwaczem. Nie ma też żadnych dowodów, że w okresie morderstw Feigenbaum przebywał w Whitechapel.

### Robert Donston Stephenson

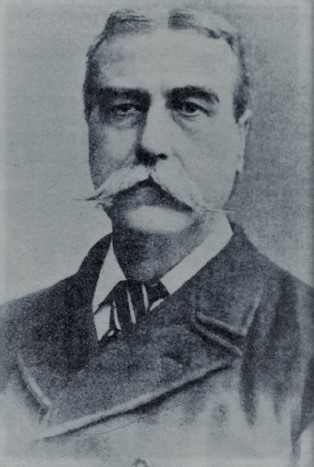
Robert Donston Stephenson

Robert Donston Stephenson alias Roslyn D'Onston Stephenson (20 kwietnia 1841 – 9 października 1916) – dziennikarz zainteresowany okultyzmem i czarną magią. Przybył jako pacjent do londyńskiego szpitala na Whitechapel krótko przed początkiem morderstw Kuby Rozpruwacza, a wkrótce po ich ustaniu powrócił do swojego domu. Później opublikował w gazecie artykuł, w którym stwierdził, że Rozpruwaczem jest Francuz, a motywem zabójstw praktyki związane z czarną magią. Prywatny detektyw z powodu dziwnego zachowania Stephensona oraz jego żywego zainteresowania sprawą mordercy z Whitechapel w Wigilię Bożego Narodzenia przedstawił Scotland Yardowi swoje podejrzenia dotyczące związku Stephensona z Rozpruwaczem. Po dwóch dniach sam podejrzany oskarżył o zabójstwa lekarza Morgana Daviesa. Później Stephensona ze zbrodniami połączył również dziennikarz William Thomas Stead. Współczesny historyk Melvin Harris w swoich książkach przedstawił Stephensona jako najbardziej prawdopodobnego podejrzanego, jednak dziewiętnastowieczna policja raczej nie rozważyła poważnie tezy łączącej go oraz Daviesa z Rozpruwaczem.

### Jacob Levy
Jacob Levy (1856–1891) urodzony w żydowskiej rodzinie, Josepha i Caroline Levych. Jeden z najbardziej prawdopodobnych podejrzanych o bycie Kubą Rozpruwaczem. Pracował jako rzeźnik na Middlesex Street i tam też mieszkał pod numerem 36. Miejsce jego pracy i zamieszkania znajdowało się bardzo blisko miejsc zamordowania pierwszych ofiar. Wiadomo, że razem z żoną posiadał około 4 synów, z czego co najmniej jeden cierpiał na syfilis. Istnieje przypuszczenie, że Jacob Levy był częstym klientem londyńskich prostytutek, od których zaraził się chorobą, która z kolei przeszła na jego żonę i syna. Winiąc za to prostytutki mógł zabijać je i okaleczać ich ciała tak aby przypominały ludzi chorych na syfilis (ucinanie powiek i nosa, rany szarpane na policzkach). Jako rzeźnik często pracował na nocnych zmianach, przez co nie było go w domu w żadną noc, w których doszło do morderstw Kuby Rozpruwacza. Jego doświadczenie rzeźnickie dawało mu sporą wiedzę o anatomii ludzkiej, co może również być dowodem na to, że Jacob Levy był Kubą Rozpruwaczem. Korzystał tylko z usług biednych prostytutek, takich jak Annie Chapman czy Mary Jane Kelly, gdyż na droższe nie pozwalała mu jego sytuacja finansowa. Był karany za paserstwo i kradzież mięsa. Wypisane przez niego listy zawierały błędy ortograficzne, dokładnie tak samo jak listy, które Kuba Rozpruwacz wysyłał policji. Jacob Levy zmarł 29 lipca 1891 roku na skutek syfilisu.

## Podejrzani późniejszych autorów
Po latach o morderstwa podejrzewano niemal każdego, nawet na podstawie wątpliwych poszlak w tym kilka sławnych osób, których policja w swoim śledztwie nie uwzględniła. Wielu teorii współczesnych badaczy co do tożsamości Rozpruwacza nie można brać poważnie. Obejmują one między innymi powieściopisarza George’a Gissinga, brytyjskiego premiera Williama Ewarta Gladstone oraz chorego na syfilis artystę Franka Milesa.

### Joseph Barnett

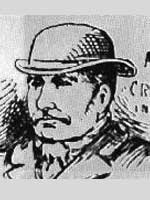
Joseph Barnett

Joseph Barnett (1858–1927) był handlarzem ryb oraz kochankiem ostatniej „kanonicznej” ofiary Rozpruwacza – Mary Jane Kelly. Ich związek trwał od 8 kwietnia 1887 do 30 października 1888 r., kiedy to się pokłócili, a Kelly powróciła do prostytucji, chcąc zarobić na życie. Detektyw Abberline poddał Barnetta czterogodzinnemu przesłuchaniu, jak również kazał sprawdzić, czy na jego ubraniu nie ma plam krwi, jednak został on finalnie wypuszczony na wolność. Sto lat później Bruce Paley zasugerował, że odrzucony przez Kelly Barnett dokonał czterech wcześniejszych morderstw przypisywanych Rozpruwaczowi, by zastraszyć swoją byłą kochankę i zmusić ją do rezygnacji z prostytucji. Inni sądzą, że Barnett zabił jedynie Kelly i upozorował morderstwo na popełnione przez słynnego mordercę z Whitechapel, jednak śledztwo Fredericka Abberline oczyściło go z zarzutów. Pozostałe osoby, związane z tą kobietą i podejrzewane o jej zabójstwo, to John McCarthy, u którego wynajmowała mieszkanie, oraz jej dawny partner Joseph Fleming.

### Lewis Carroll

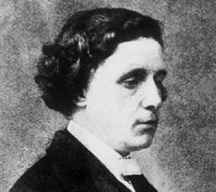
Lewis Carroll

Lewis Carroll właściwie Charles Lutwidge Dodgson (27 stycznia 1832 – 14 stycznia 1898) – znany przede wszystkim z autorstwa książki Alicja w Krainie Czarów. Richard Wallace w swojej książce Kuba Rozpruwacz, Przyjaciel lekkoduch na podstawie anagramów z utworów Carrolla uznał go za Rozpruwacza. Współcześni badacze jednak odrzucają tę hipotezę.

### David Cohen
David Cohen (1865–1889) – polski Żyd, którego zatrzymanie w zakładzie dla obłąkanych zbiegło się mniej więcej w czasie z końcem mordów przypisanych Rozpruwaczowi. Opisywany jako mocno aspołeczny, ubogi mieszkaniec East Endu. Martin Fido w swojej książce The Crimes, Detection and Death of Jack the Ripper (1987) zidentyfikował go jako Rozpruwacza. Zdaniem Fido nazwisko David Cohen oznaczało w dziewiętnastowiecznej Brytanii każdego żydowskiego emigranta o nieznanej bądź ukrytej tożsamości, podobnie jak obecnie w USA John Doe. Fido uznał, że to właśnie Cohen był „Skórzanym Fartuchem” i utożsamił go z Nathanem Kamińskim – szewcem zarażonym syfilisem. W połowie 1888 Kamiński zaginął, a pojawił się Cohen. Badacz spekuluje, że policja pomyliła nazwisko „Kamiński” i „Kośmiński”, co spowodowało błędne uwzględnienie w śledztwie Aarona Kośmińskiego. Cohen w przytułku wykazywał agresję i upodobania destrukcyjne, dlatego musiał tam przebywać aż do śmierci w październiku 1889. Zajmujący się tworzeniem profili morderców dla FBI John Douglas opublikował pracę The Cases That Haunt Us, w której uznał, że próby analizy psychologicznej Rozpruwacza dowodzą, że była to osoba „znana policji jako David Cohen lub ktoś bardzo do niego podobny”.

### William Withey Gull

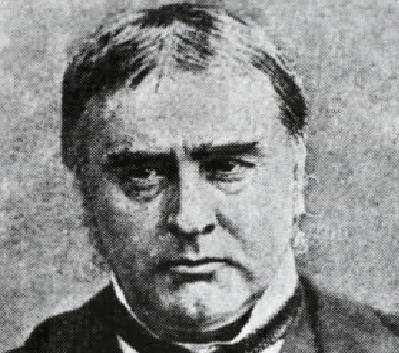
William Withey Gull

William Withey Gull (31 grudnia 1816 – 29 stycznia 1890) – nadworny lekarz królowej Wiktorii. Za Rozpruwacza uznano go w ramach krytykowanej teorii masońskiego/królewskiego spisku stworzonej przez książki takie jak Jack the Ripper: The Final Solution. Za współwinnego morderstw uznano stangreta Johna Netleya. Dzięki popularności tej teorii w świecie literatury oraz jej dramatyzmu Gull został przedstawiony jako Rozpruwacz w wielu książkach i filmach np. thrillerze „Kuba Rozpruwacz” (1988), gdzie główną rolę zagrał Michael Caine.

### George Hutchinson
George Hutchinson był robotnikiem. 12 listopada 1888 udał się na jeden z londyńskich posterunków policji i zeznał, że w nocy przed śmiercią Mary Jane Kelly zauważył ją z mężczyzną o rzucającym się w oczy wyglądzie. Mimo iż opisywane przezeń zdarzenie odbyło się w nocy, Hutchinson podał zaskakująco drobiazgowy opis tajemniczego towarzysza Kelly. Bardziej doświadczeni policjanci zanegowali wiarygodność jego zeznań, jednak przesłuchujący go detektyw Frederick Abberline uznał jego relację za godną zaufania. Robert Anderson – jedna z osób prowadzących śledztwo w sprawie Rozpruwacza – uznał, że jedyną osobą, która dobrze przyjrzała się zabójcy, był Żyd. Hutchinson Żydem nie był, stąd relacja Andersona nie dotyczy go. Późniejsi badacze sugerowali, że Hutchinson był naprawdę Rozpruwaczem i chciał po prostu odwrócić uwagę policji od siebie, lub po prostu szukał rozgłosu.

### James Kelly

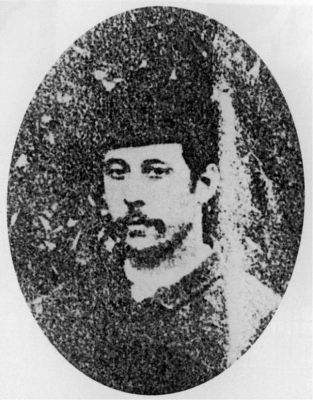
James Kelly

James Kelly (20 kwietnia 1860 – 17 września 1929) – po raz pierwszy za Rozpruwacza uznał go Jim Tully w 1997. James Kelly (wbrew nazwisku nie był spokrewniony z ostatnią „kanoniczną” ofiarą Rozpruwacza – Mary Jane Kelly) zamordował swoją żonę w 1883 dźgając ją nożem w gardło. Został uznany za niepoczytalnego i zamknięty w przytułku, z którego uciekł na początku 1888, posługując się dorobionym przez siebie kluczem. Po zabójstwie Mary Jane Kelly – ostatnim powszechnie uznawanym zabójstwie Kuby Rozpruwacza – policja bezskutecznie poszukiwała Jamesa Kelly. W 1927 powrócił on niespodziewanie do przytułku, gdzie dwa lata później zmarł, prawdopodobnie z przyczyn naturalnych. Ed Norris – emerytowany oficer śledczy Oficjalnego Departamentu Policji Nowego Jorku (NYPD) zaprezentował w wyemitowanym przez Discovery Channel programie „Kuba Rozpruwacz za Oceanem” (Jack the Ripper in America) pogląd, że to właśnie James Kelly był tajemniczym mordercą z Whitechapel. Jego zdaniem wielu faktów z życiorysu podejrzanego potwierdza prawdziwość tej teorii. Kelly pracował jako tapicer, co wymagało dużej precyzji w posługiwaniu się nożem. Opublikował także artykuł, w którym wyraził silną dezaprobatę moralną w stosunku do prostytutek i poinformował, że będąc uciekinierem przebywał na „wojennej ścieżce”. Norris zauważył także, że w czasie jego pobytu w Nowym Jorku doszło tam do morderstwa Carrie Brown, przypominającego zbrodnie dokonane na londyńskich kurtyzanach.

### James Maybrick

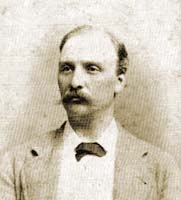
James Maybrick

James Maybrick (20 października 1838 – 11 maja 1889) – kupiec bawełny. Jego żonę Florence oskarżono o otrucie męża arszenikiem. W 1990 r. Michael Barrett opublikował tzw. „Dziennik Kuby Rozpruwacza” rzekomo autorstwa Maybricka, w którym przyznaje się on do zbrodni. Pięć lat później Barrett pod przysięga oświadczył, że dziennik jest fałszerstwem dokonanym przez niego i jego żonę Anne, oraz szczegółowo opisał proces fabrykacji. Po rozwodzie małżeństwa Barrettów Anne zanegowała oświadczenia swojego męża, twierdząc, że „Dziennik Kuby Rozpruwacza” jest autentyczny. Późniejsi badacze nie podzielili jej opinii, wskazując na liczne błędy rzeczowe dotyczące przestępstw w rękopisie, charakter pisma odmienny od znanego z testamentu Jamesa Maybricka oraz użycie atramentu ze środkiem konserwującym nieznanym do 1974.

### Alexander Pedachenko
Alexander Pedachenko (1857–1908, daty niepewne) – pierwsza wzmianka o nim pojawia się w 1923 w pamiętnikach pt. Things I Know about Kings, Celebrities and Crooks autorstwa Williama Le Queux. Le Queux stwierdził, że widział francuskojęzyczny rękopis napisany przez Grigorija Rasputina, w którym miało paść twierdzenie, że Rozpruwaczem był obłąkany rosyjski lekarz Pedachenko, mający działać na zlecenie rosyjskiej carskiej tajnej policji w celu skompromitowania Scotland Yardu. Podano także nazwiska dwóch jego domniemanych współpracowników: „Levitski” oraz Winberg. Nie ma jednakże żadnych poważnych dowodów na historyczność Alexandra Pedachenko, a wiele epizodów z jego życia zanotowanych przez Le Queuxa nie zdało krytyki historyków.

### Walter Sickert

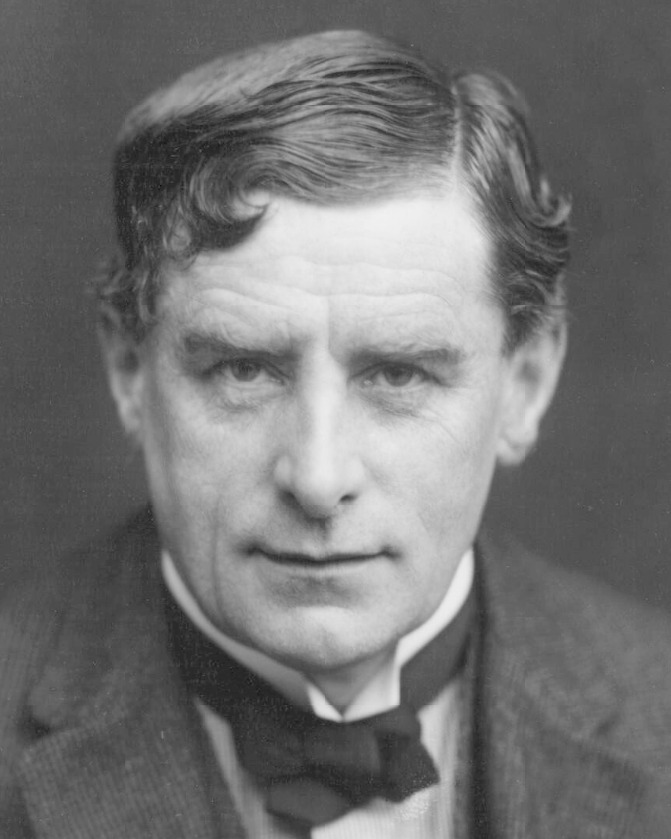
Walter Richard Sickert

Walter Richard Sickert (31 maja 1860 – 22 stycznia 1942) – urodzony na terytorium Niemiec malarz o brytyjsko-duńskich korzeniach. Za podejrzanego w sprawie Rozpruwacza po raz pierwszy uznał go Donald McCormick w książce The Identity of Jack the Ripper (1959). Sickert odgrywa również ważną rolę w teorii królewskiego/masońskiego spisku przedstawionej przez Josepha Gormana, który twierdził, że jest jego nieślubnym synem. Później teorię o związku Sickerta z Rozpruwaczem rozwinął pisarz Jean Overton Fuller oraz autorka powieści kryminalnych Patricia Cornwell w książce „Kuba Rozpruwacz: Portret zabójcy” (Portrait of a Killer). Jednak większość badaczy odrzuca tę hipotezę, choćby ze względu, że podczas większości morderstw Rozpruwacza Sickert przebywał we Francji.

### Józef Lis alias Joseph Silver
Józef Lis (1868–1918) – pochodzący z Kielc polski Żyd, fryzjer i drobny przestępca, który w latach 80. XIX wieku mieszkał w Londynie. W 2007 r. południowoafrykański historyk Charles van Onselen na łamach książki „The Fox and The Flies: The World of Joseph Silver, Racketeer and Psychopath” (w polskim tłumaczeniu „Lis i gliniarze: Świat Józefa Silvera, bandyty i psychopaty”), uznał, że Józef Lis znany też jako Joseph Silver był Rozpruwaczem. Badacze skrytykowali jednak tę teorię zarzucając, że nie ma dowodów na obecność Silvera w czasie morderstw w Londynie, a cała teoria utożsamiająca go z Rozpruwaczem jest oparta wyłącznie na spekulacjach.

### James Kenneth Stephen

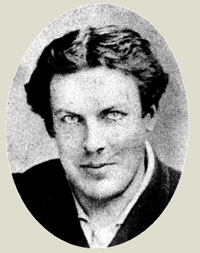
James Kenneth Stephen

James Kenneth Stephen (25 lutego 1859 – 3 lutego 1892) po raz pierwszy podejrzany o zbrodnie Kuby Rozpruwacza w biografii księcia Alberta Wiktora pióra Michaela Harrisona wydanej w 1972 r. Harrison odrzucił hipotezę, mówiącą o związku księcia z brutalnymi zabójstwami na Whitechapel i stwierdził, że bardziej prawdopodobnym podejrzanym jest Stephen – poeta i prywatny nauczyciel Alberta Wiktora. Jako dowody badacz przedstawił pisma autorstwa Stephena zdradzające skłonności mizoginistyczne oraz podobieństwo charakteru pisma do znanego listu „Z piekieł”, zawierającego fragment ludzkiej nerki i mającego być autorstwa Kuby Rozpruwacza. Harrison przypuszcza, że poeta był zakochany w księciu, który jednak wolał damskie towarzystwo, co spowodowało jego nienawiść do kobiet, mającą być motywem zabójstw. Jednakże hipoteza ta opiera się jedynie na analizie rękopisów podejrzanego. Nie ma żadnych dowodów, że Stephen był zakochany w swoim wychowanku. Faktem jest jednak, że Stephen po usłyszeniu wieści o zgonie księcia Alberta dobrowolnie zagłodził się na śmierć. W 1978 r. Frank Spiering rozwinął hipotezę Harrisona na łamach swojej książki Prince Jack („Książę Kuba”). Przedstawił on teorię jakoby Albert Wiktor był Rozpruwaczem, a Stephen jego kochankiem. Krytycy zarzucają jej brak poparcia w dowodach historycznych i uważają za wymyśloną sensacje. Spiering twierdzi, że w bibliotece Nowojorskiej Akademii Medycznej odnalazł notatki Williama Gulla, w których odnotowano, że Albert Wiktor pod wpływem hipnozy przyznał się do popełniania zbrodni Kuby Rozpruwacza. Zdaniem Spieringa książę zginął w wyniku przedawkowania morfiny podanej przez brytyjskiego premiera Roberta Gascoyne-Cecila, i być może Edwarda VII. Nowojorska Akademia Medyczna zaprzecza jakoby posiadała wspomniane przez autora akta i oświadczyła, że kiedy zaproponowała Spieringowi dostęp do królewskich archiwów, ten odmówił.

### Francis Thompson
Francis Thompson (18 grudnia 1859 – 13 listopada 1907) był przedstawicielem estetyzmu i miał duży wpływ na młodego J.R.R. Tolkiena. Thompson uważany za pobożnego katolika opublikował w 1889 opowiadanie „Finis Coronat Opus” (z łaciny „Koniec wieńczy pracę”), w której przedstawił historię młodego poety składającego pogańskim bogom ofiary z kobiet, by uzyskać natchnienie i sławę. Doprowadziło to do spekulacji, że autor był fanatykiem religijnym bądź szaleńcem popełniającym opisywane przez siebie czyny. W 1878 Thompson zrezygnował z kapłaństwa, a jesienią tego roku zapisał się do rejestru Królewskiego Szpitala w Manchester. Po sześciu latach nauki został chirurgiem. W latach 1885–1888 przebywał on w schroniskach dla bezdomnych na południe od Whitechapel. Próbował wielu zawodów np. chirurga, księdza, żołnierza oraz wytwórstwa leków.

### Albert Wiktor

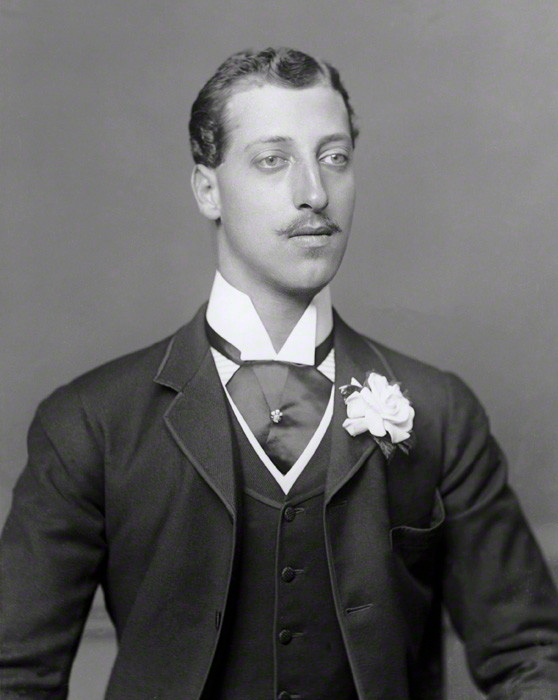
Albert Wiktor

Albert Wiktor (8 stycznia 1864 – 14 stycznia 1892) – wnuk królowej Wiktorii, po raz pierwszy wspomniany jako potencjalny podejrzany w biografii Edwarda VII autorstwa Philippe Julliana. Jullian stwierdził, że Albert Wiktor odpowiadał za tajemnicze zabójstwa na Whitechapel, nie podając jednak źródła tej informacji. Możliwe jednak, że zaczerpnął ją od Thomasa E.A. Stowella, który z kolei w 1960 oświadczył, że powtórzył ją pisarzowi Colinowi Wilsonowi, a ten zaś podzielił się nią z Haroldem Nicolsonem, będącym bezpośrednim źródłem „niepublikowanych dotychczas anegdot” dla Julliana. Po raz pierwszy teoria została przedstawiona szerszej publiczności w 1970, gdy Stowell w czasopiśmie The Criminologist opublikował artykuł z sugestią, że Albert Wiktor chorował na kiłę, która spowodowała u niego zaburzenia psychiczne, mogące być przyczyną morderstw. Jednakże jest to mało prawdopodobne, a sam książę posiadał mocne alibi podczas poszczególnych zabójstw. Później sam Stowell zaprzeczył swojej teorii i zmarł kilka dni potem z przyczyn naturalnych, co utrudniło zamknięcie dochodzenia w tej sprawie. W tym samym tygodniu jego syn stwierdził, że spalił dokumenty dotyczące tej sprawy swojego ojca, gdyż uznał, że nie zawierają nic ważnego. Później teorie łączące Alberta Wiktora z Rozpruwaczem rozwinęli inni badacze jak Stephen Knight. W swojej książce Jack the Ripper: The Final Solution opublikowanej w 1976 padło twierdzenie, że książę potajemnie ożenił się z katoliczką, która urodziła mu córkę. Po poznaniu tego faktu królowa Wiktoria, premier Robert Gascoyne-Cecil, 3. markiz Salisbury, policja oraz masoneria uknuli spisek mający zgładzić wszystkich świadków tych wydarzeń. Hipoteza ta jest jednak pod wieloma aspektami sprzeczna z faktami historycznymi, a sam Joseph Gorman (znany jako Joseph Sickert), na którego zeznaniach Knight oparł swoją książkę przyznał się, że to żart. Inne teorie spiskowe na temat związku Alberta Wiktora ze zbrodniami Rozpruwacza sugerują też uczestnictwo w nich innych osób np. malarza Waltera Sickerta, lekarza Williama Gulla czy poetę Jamesa Kennetha Stephena.

### John Williams
John Williams był położnikiem uczestniczącym między innymi przy porodach Beatrycze Koburg – córki królowej Wiktorii. Na łamach opublikowanej w 2005 r. książki Uncle Jack („Wujek Kuba”) autorstwa Tony'ego Williamsa – jednego z jego potomków oraz Humphreya Price'a został on uznany za Rozpruwacza. Zdaniem autorów ofiary zostały zabite w ramach badania ginekologicznego mającego odkryć przyczyny bezpłodności, przy pomocy źle zaostrzonego noża. Jennifer Pegg zauważyła, że w książce znajduje się wiele przekłamań np. treść notatki mającej udowodnić, że Williams spotkał się z pierwszą „kanoniczną” ofiarą Rozpruwacza – Mary Ann Nichols – została opublikowana w wersji mocno zmienionej.

## Pozostałe teorie na temat tożsamości Kuby Rozpruwacza
Inne osoby identyfikowane przez niektórych z Rozpruwaczem to między innymi szwajcarski rzeźnik Jacob Isenschmid, niemiecki fryzjer Charles Ludwig, chory psychicznie aptekarz Oswald Puckridge (1838–1900), obłąkany student medycyny John Sanders (1862–1901), szwedzki włóczęga Nikaner Benelius i społeczny reformator Thomas Barnardo, który twierdził, że spotkał trzecią „kanoniczną” ofiarę mordercy z Whitechapel Elizabeth Stride na krótko przed jej śmiercią. Isenschmid oraz Ludwig po przedstawieniu alibi zostali oczyszczeni z zarzutów, a na związek Barnardo, Beneliusa, Puckridge i Sandersa z Rozpruwaczem brakuje dowodów. Jak podaje Donald McCormick o brutalne morderstwa posądzano także szarlatana L. Forbesa Winslowa oraz fanatyka religijnego G. Wentwortha Bella Smitha. Niedawno do długiej listy podejrzanych dołączył pracujący w kostnicy Robert Mann.
Niektórzy podejrzani wydają się postaciami fikcyjnymi. Należy do nich między innymi „Dr Stanley”, przywódca religijny Nicolai Vasiliev, norweski żeglarz „Fogelma” oraz rosyjska tkaczka Olga Tchkersoff.

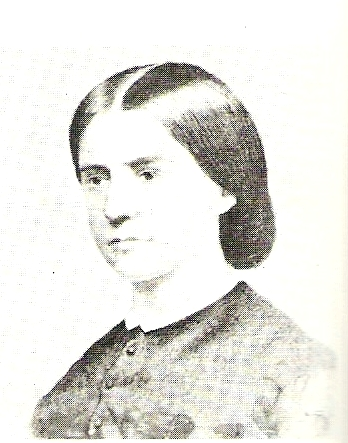
Constance Kent

Pisarz Arthur Conan Doyle zaproponował teorię „Jill the Ripper” (w wolnym tłumaczeniu „Julki Rozpruwaczki”). Zakłada ona, że za morderstwa przypisane Kubie Rozpruwaczowi odpowiada kobieta podająca się za położną, dzięki czemu nie wzbudzała podejrzeń potencjalnych ofiar plamami krwi na ubraniu. Za jedną z podejrzanych uznano Mary Pearcey, która w listopadzie 1890 zamordowała swojego kochanka i jego dziecko. Inny przykład stanowi Lizzie Williams, żona położnika Johna Williamsa. Według prawnika Johna Morrisa, Lizzie zabijała prostytutki i usuwała im macice z wściekłości za to, że sama była bezpłodna. E.J. Wagner zaproponował, że Julką była raczej Constance Kent, która w wieku 16 lat zamordowała swojego młodszego brata.
Niektórzy badacze np. Patricia Cornwell poddali analizie ślady DNA na rzekomych listach mordercy. Jednakże wyniki były niejednoznaczne i nie dawały podstaw do daleko idących wniosków, głównie z powodu zanieczyszczenia próbek. Ponadto wielu badaczy uważa rzekome listy Rozpruwacza za fałszerstwa.
Niektórzy spekulowali jakoby morderstwa Kuby Rozpruwacza były dziełem więcej niż jednej osoby. Stephen Knight uznał je za efekt spisku. Pojawiają się też sugestie, że każde morderstwo zostało dokonane przez inną osobę.
XIX-wieczna policja uważała, że Rozpruwacz mieszka na Whitechapel, gdzie doszło do brutalnych zabójstw. Fakt, że zabójcy nie schwytano prawdopodobnie dowodzi, że posiadał on znaczną wiedzę o geografii Whitechapel, którą wykorzystywał szukając bocznych uliczek i kryjówek. Jednakże mieszkańcy tej ubogiej dzielnicy Londynu zazwyczaj byli ubogimi, często zmieniającymi miejsce zamieszkania osobami używającymi wielu nazwisk, co utrudniało śledztwo. Najprawdopodobniej nigdy nie uda się ustalić prawdziwej tożsamości Kuby Rozpruwacza.